# Метод Лиля
Метод Лиля — графический метод нахождения вещественных корней многочленов произвольной степени, графическое представление схемы Горнера.
Метод был предложен австрийским инженером  Эдуардом Лилем в 1867 году и обобщён в его более поздней работе.

## Описание метода

Решение уравнения 2x5 + 4x4 + 4x3 + 3x2 + 1,5x + 0,75 = 0.
Не решение уравнения 2x5 + 4x4 + 4x3 + 3x2 + 1,5x + 0,75 = 0.
Три корня −1/2, −1/√2, 1/√2 многочлена 4х3 + 2х2 − 2х − 1. Корни  соответствуют трём вписанным прямоугольным ломаным.

Из начала координат чертится прямоугольная ломаная линия. Первое звено чертится вправо, его длина равна старшему коэффициенту; если он отрицательный, то звено заканчивается слева от начала координат.
От конца первого сегмента следующий сегмент рисуется вверх на величину второго коэффициента, затем налево на величину третьего, вниз на величину четвертого, и так далее.
Последовательность направлений меняется по циклу вправо, вверх, влево, вниз, затем повторяется. Таким образом, каждый поворот происходит против часовой стрелки (если коэффициенты положительные).
Процесс продолжается для каждого коэффициента многочлена, включая нули.
Для многочлена n-й степени получаем ломаную из n + 1 звена.
В полученную ломаную вписывается прямоугольная ломаная, соединяющая концы исходной, с вершинами, расположенными последовательно на продолжениях звеньев исходной ломаной.
Угловой коэффициент вписанной ломаной, взятый с обратным знаком, является корнем исходного многочлена.
Более того, любой вещественный корень может быть получен таким способом.

## Замечания
- Ломаная дающая решение, подобна ломаной в построении Лилля для многочлена с этим корнем удалённым.
- Построение также можно выполнить, используя повороты по часовой стрелке вместо против часовой стрелки. При интерпретации пути с этим соглашением он соответствует зеркальному многочлену (знак каждого нечётного коэффициента меняется на противоположный), а корни меняются на противоположные.

## Приложения
- В 1936 году Маргарита Белох использовала метод Лиля при решении кубических уравнений с помощью оригами.[3]
  - Та же идея используется при доказательстве того, что вещественные корни уравнения любой степени {\displaystyle n} могут быть найдены с помощью {\displaystyle (n-2)}-кратных складок оригами.[4]